# Sabium
Sabium o Sa-bu-u va ser el tercer rei de la primera dinastia de Babilònia (dinastia amorrita), segons la Llista dels reis de Babilònia.
Va ser successor cap a l'any 1844 aC de Sumulael. Regnà entre el 1844 aC i el 1831 aC. Va reorganitzar el seu regne i va conquerir la ciutat de Kazallu, cosa que va fer que els reis d'Isin i d'Uruk reconeguessin la seva sobirania.
Va derrotar i matar el rei Silli-Adad de Larsa. El seu fill Apil-Sin el va succeir.